# Jeannie Constantinou
Jeannie Constantinou (* 20. Jahrhundert in den Vereinigten Staaten), kurz für Eugenia Scarvelis Constantinou, ist eine orthodoxe Theologin und ehemalige Hochschullehrerin. Den Großteil ihrer akademischen Laufbahn verbrachte sie an der katholischen University of San Diego. Sie betreibt die Podcasts Search the Scriptures und Search the Scriptures LIVE! auf Ancient Faith Radio, die als Bibelstudium durch die Heilige Schrift führen. 

## Leben

### Ausbildung
Constantinou absolvierte 1980 ein Bachelorstudium in Religionswissenschaft an der University of San Diego. Im Jahr 1985 erlangte sie ein Berufsdoktorat in Recht (Juris Doctor) an der School of Law der Pepperdine University. Wieder an der University of San Diego, beendete sie 1992 ein Masterstudium in Praktischer Theologie. Weitere theologische Abschlüsse erhielt sie 1996 an der Holy Cross Greek Orthodox School of Theology (Th.M. Patristik, Orthodoxe Theologie) und 1998 an der Harvard University, School of Divinity, (Th.M. mit Spezialisierung auf Neues Testament). 2008 promovierte sie an der kanadischen Universität Laval (Québec City). Ihre Dissertation trug den Titel: Andrew of Caesarea and the Apocalypse in the Ancient Church of the East.

### Werdegang
Von 1998 bis 1999 lehrte sie Neues Testament an der Holy Cross Greek Orthodox School of Theology in Brookline (Massachusetts) und seit dem Jahr 2002 Biblical Studies und Frühes Christentum an der University of San Diego. Sie verfasste die erste moderne Übersetzung des Kommentars zur Johannesapokalypse von Andreas von Caesarea.
Daneben betreibt sie die Podcasts Search the Scriptures und Search the Scriptures LIVE! auf Ancient Faith Radio. Diese führen als Bibelstudium durch die Heilige Schrift. Darüber hinaus hält sie Vorträge in Gemeinden und Seminaren, auf Konferenzen sowie bei Exerzitien.

### Privates
Jeannie Constantinou ist mit dem griechisch-orthodoxen Priester Costa Constantinou verheiratet. Das Ehepaar hat einen Sohn.

## Veröffentlichungen (Auswahl)
Monographien
- Guiding to a Blessed End. Andrew of Caesarea and His Apocalypse Commentary in the Ancient Church. Catholic University of America Press, Washington 2013, ISBN 978-0813221144.[5][6][4][7]
- Thinking Orthodox. Understanding and acquiring the Orthodox Christian mind. Ancient Faith Publishing, Chesterton, Indiana 2020, ISBN 978-1944967703.
- The Crucifixion of the King of Glory. The Amazing History and Sublime Mystery of the Passion. Ancient Faith Publishing, Chesterton, Indiana 2022, ISBN 978-1955890151.

Übersetzung
- Andrew of Caesarea: Commentary on the Apocalypse. Translated by Eugenia Scarvelis Constantinou. Catholic University of America Press, Washington 2011, ISBN 9780813201238.

Weiteres
- The Dating and Identification of Oikoumenios: Reconsidering the Arguments. In: Éric Crégheur, Julio Cesar Dias Chaves und Steve Johnston (Hrsg.). Christianisme des origines. Mélanges en l’honneur du Professeur Paul-Hubert Poirier. Brepols, Turnhout, Belgium 2018, ISBN 978-2-503-57940-5 (Judaïsme ancien et origines du christianisme. 11), S. 295–308.
- The Canon of Scripture in the Orthodox Church. S. 1–6 und Banned from the Lectionary. Excluding the Apocalypse of John from the Orthodox New Testament Canon. S. 51–61. In: Vahan S. Hovhanessian (Hrsg.). The canon of the Bible and the Apocrypha in the churches of the East. Peter Lang, New York, NY 2012, ISBN 978-1-433-11035-1 (Bible in the Christian Orthodox tradition).